# Spisak srpskih hip-hop albuma
Ovo je spisak srpskih hip hop albuma po hronološkom redosledu. Na spisku se ne nalaze kompilacije.

### 1995.
- Gru — Da li imaš pravo
- — Da li osećaš bes
- — Poslednji skaut
- — Plan B
- Sanšajn — Ljubavna likvefakcija
- — Pravo iz mrtvih

### 1996.
- Gru — Gru2
- — Direktno sa ulice
- — Welcome To Belgrade
- — Orbod mebej
- Sanšajn — Sh.G.T.M

### 1997.
- Skids — Legenda ponovo jase
- 187 — Tamna strana
- ILA — Uvek Isti
- — Bez blama na putu istine
- Beogradski Geto — Debil—P
- Ding Dong — Nema problema
- — Stage One
- — Shaolin Style
- — Ulaz se otvara češće
- Voodoo Popeye — Voodoo Epopeye

### 1998.
- 187 — Crni grad
- Beogradski Geto — Ambrozija
- — Cyazback
- — Na nivou
- S.K.I.D.S. — Sima Kosmos Iz Dalekog Svemira
- — Jahrastaffaraj
- Sanšajn — Neću da se predam
- — Play
- XXL — Svet ili ...
- Ekipa sa Raskršća — Oseti realnost

### 1999.
- SHA-ILA — Budi Jak
- Gru — Vetrenjače
- Ding Dong — South Side
- Various — Crno na belo

### 2000.
- SHA-ILA — Totalito Pervertito
- — Pandemija akoazme
- — Epopeje 2
- Gru — Dorcol—Menhetn saundtrek
- — P.S zbogom

### 2001.
- Beogradski sindikat — BSSST... Tišinčina!
- Exodus — Neki novi svet
- SHA-ILA — O—pet

### 2002.
- V.I.P. — Ekipa stigla
- Beogradski sindikat — Govedina
- Prti Bee Gee — Grejtest Hits
- SHA-ILA — O—Pet
- Gru — 1995—2002 između redova
- C—Ya — III
- Ding Dong — Skroz
- Sanšajn — Sha bilo
- Ajs Nigrutin — Štrokavi mozak: Nigrutinski rečeno
- Seven — Bez zla
- Juice — Hiphopium vol.1
- Various — Who is in tha house vol.3

### 2003.
- Bad Copy — Sve sami hedovi
- D-Fence — Urbanizam i renesansa
- Marčelo —
- Baron — Publika bezbednosti v.2
- Podrška Iz Kraja — Pakt sa zvukovima
- Šorti — Umotvorine
- Škabo — Sam
- Voodoo Popeye — Tubed Sell—O—Tape
- Gazda Paja — Sve je do jaja
- SHA-ILA — Multyplay
- X centar — Restart
- Bassivity — Ulice vol.1
- Ajs Nigrutin — Nigrutinski receno
- 187 — Turbulencija

### 2004.
- SHA-ILA — Multiplay
- CB4 — Ol' Skul Shit
- Suid — Drama koja se šunja sama
- C—Ya – Bolje vreme
- Demonio — Demonstratura: Poglavlje prvo
- Flow vs. Empty — Gde si sada 021?
- Gru — BeoGard
- 43zla — Sve same barabe
- Hain Teny — Roba
- Struka — Ipak se obrće
- — 004
- Voodoo Popeye — Sikter feler
- KG Odred — Lektira
- MCiGGzy — Urban vs Turban EP
- Bdat Dzutim — Timbetova zemlja

### 2005.
- WHO Is The BEST — Soul Food Music
- SHA-ILA — 10 Godina
- Ajs Nigrutin — Štrokavi pazuh
- Beogradski sindikat — Svi zajedno
- Exodus — Kataklizma
- Fast Flowz — Brzi tokovi
- Kajblo Spirit — Čekanje je mučno
- Marčelo — Puzzle Shock!
- PKS — P.V.O.
- Wikluh Sky — Zašto brate Wikler
- Frka — Moj mali svet
- FTP! — Trebas bit budala da bi bio mi
- Once & Nidža Bleja - Once (In Memoriam)

### 2006.
- A...fer — A...fer—a mekih hitova
- Prti Bee Gee — Moskri (77—05)
- Bad Copy — Najgori do sada
- Bane (187) — Kapetan
- BG Kult — Ispod maske
- Beogradski sindikat – Sindikalna borba (Oni su)
- Bvana — Ko je krao jogurt
- Gospoda — Realno gledano
- Hain Teny — Haintelligence
- I Bee & Taz — Holivud
- Juice — Brate minli
- rapPrezent — Grubo Rečeno
- Krang — Мистерија
- Liga — Radio Beograd
- Lud — U ime igre
- Monogamija – Bahata familija
- Mirage — Sinkretizam 16
- Mothaphonkin Mjan — Ritam priča Bass Funk
- Novi Zakon — Bez prestanka
- Wikluh Sky — Zagadjenje u Japanu
- Blokovski — Oproštaj od lošeg snimka
- VIP & Sin — Rane
- Who see — Sviranje kupcu

### 2007.
- Arhitekti – Arhitekti EP
- Šorti — Kad dođe dan
- Prti Bee Gee — Tachno u pre podne
- Bičarke na travi – (In Memoriam) 2002—2006
- Iskaz — Natio
- Lucano H8R — Šta je to Hejt?
- Wikluh Sky — Ortaci ne znaju
- Raspect — Gunja Bust
- Schwarzenigga — Beograd Vietnam
- Sedam – Realizam
- SHA — 1 blok jedna priča
- Blokovski — Oblici od oblaka vol 1.
- Struka – Muzika iz podruma
- Sanšajn — Fight The Devil
- Shef Sale — Prvi udar
- T Blazer & Nerwik – Teme za razmišljanje
- Sedam — Pablo je pao (mixtape)
- X3M — Iz početka
- Voodoo Popeye — Svi unutra
- VTO — Nema Nazad

### 2008.
- Ajzea — Ko da duvali smo lepak
- ILA — Pravila
- Ajs Nigrutin — Kajmak i katran
- Day Who — Hiljadu glasova
- Dragon — Ulični snovi
- E.R.C. — Sve do kraja
- Iskaz — Teorija haosa
- J Cook — Kodeks 011
- M.A.X. — Moja priča
- Hartmann — Moj kraj
- Marčelo — Treca strana medalje
- Blokovski — Oblici od oblaka vol.2
- Škabo — Remek delo
- Princip — 28.jun EP
- Skubi & Gazda Paja — Funk'D UP
- Komplex — Dosadno u raju
- P.I.D.J.I — UVEK TU
- Wikluh Sky — Viršle sa senfom
- Carski Rez — "REZ.1"
- Juice — Hiphopium vol.2
- Majki P & Rajk — 500 Killa Gorilla EP
- SHUCKAL — Bakk On D Streetz EP
- Struka — Ko te šalje?
- Napoleon — Dobrodošli

### 2009.
- Ajs Nigrutin & Bvana — Fujznem džigili
- Borshch — Zapaliću klavir
- Caboo — Nishta lichno
- Bvana — Na nivou prosečne cigle
- Bune MC — Flou in da hol — pojačaj bas
- FBR Mixtape — Uzvrati poštovanje
- J Cook — Pakao
- Monogamija — Lovac na kurve
- Rexxxona — U gostima (mixtape by DJ Zrna)
- SHA — veliki MALI Čovek
- Škabo — Deset dina glasa na matrici
- Struka & Dada — J'B'N' Belci
- THC la Familija — Majmun Idzuo
- Lazy Rhaps & Rajk — Novi Poduhvat
- Verbal — Operacija verbalistika
- VoX — 24—7
- Dada — Radio ubica dečjeg lica (mixtape)
- Bdat Dzutim — Praznik za usi
- Shome — Nazad u dane
- Shole — Tražili ste...slušajte
- Che Duevara — Bookwar
- Cantwait, 3man — Sex & Nasilje vol.1
- Djolo — Korak do sna
- X—Plane & Rimski — Unje Zamunje (mixtape)
- 4 Elementa — Elementarna nepogoda
- 2B4Time — Otkrovenje
- Mladi Ajk — Rep igra
- Sajsi MC — Daleko je dizni
- Demonio & Bcrew — Naša posla
- Hartmann — Mixtape vol.4 RMX
- Hartmann — Mixtape vol.5 Street Cinema
- Napoleon — Napomania
- Unija — Sezona Love

### 2010.
- T—Blazer & Nerwe — Muzika za kola
- Bosnic — Blok 22
- F.B.R — Uzvrati postovanje
- Fero & Generali — Iz prve ruke
- Frka — U korenu EP
- Princip — Kinta Kunta
- Škabo — Muzika za demonstracije
- Struka — Liberace (mixtape)
- V.I.P — Živa istina
- M.A.X. — Moja priča
- Vox — Full Fuova
- MRJV MIKSTEJP volume 1
- Struka — Svi psi idu u raj
- Struka i Lud — Monopol
- South Railway Crew — South Railway Mixtape Vol. 1
- Beogradski sindikat — Diskretni heroji
- Suid — Reality show
- Day Who — Novi život
- SHA — Bad boy
- Hartmann — B.E.T.O.N.
- Demonio i BCrew — Naša posla
- Monogamija — Lobotomija
- Marčelo — Deca i sunce
- Mlata — Mlata je trso
- Doox — Srce grada
- ill G/ Skubi/ DJ Rokam — Šta Ima?!
- Skubi — Ae
- 93 Fu & ILA — 2010
- Trip—R — Prvi Simptomi
- Mateo — Ovih Dana EP
- Orange —Pobednik(i kada gubim)
- Kue!? — Ko Repuje Zlo Ne Misli
- Mija — Van Kontrole
- 36 Soma — 36 Soma (Mixtape)

### 2011.
- Adi — Knjiga starih stihova (mixtape)
- Blind Business — 46 songz !
- Komplex — Laku noć deco
- I—Bee — It's a rap vol.1
- Basilio — Uvod u realnost
- E.R.C. — No Comment
- Virone — #1
- Nervic — Drkoset
- mAc — Phenomenon
- PHILE — Da prekratimo vreme (mixtape)
- I—Bee — It's a rap vol.2
- Crux — Samo se opusti (mixtape)
- Kovlaj — Šah mat
- Twelve — Merda malalta EP
- Ludi Konj & Norman — Sarklo Psihopata
- Shatro — Prašina EP
- KARABURMA 11060 — Mala Kolumbija
- Ziplok & Dzeri — Nema Spavanja EP
- Hartmann — Bello (mixtape)
- Kwonel — 15 godina
- GBS Clan — gbs vol.1 (mixtape)
- Krang — Augijeva štala
- Bdat Dzutim — Lost tapes (mixtape)
- ill G — Godine U Priči Mixtape
- Princip — 1914
- Iskaz — Kritična Masa vol.1 Eros
- Krcki — Hoćeš sa nama
- J.R.& Sterion — Upitnik 2011(mixtape)
- Frimen — Bruklin u kazanu EP
- Soundless — Masni plan
- CZ99 — Priča iz predgrađa
- Marconiero — Istinite priče
- Unique (Doox & Dabba) — Rame uz rame
- Hartmann — Fenix (v.1 — v.5)
- Shef Sale — Ritam mog grada
- P.I.D.J.I — Najprljavije sa juga
- Mija — Mija show
- El Prezidente — Lov u mutnom (mixtape)
- Doki Dok — Balance (mixtape)
- Ghestovac & Tim — Patroliramo gradom
- Mrdak & Sava — Sve u svoje vreme
- Alfa 5 — Papadžojstik
- Central — Pogledaj u moje oči EP
- Skabo — Vuk
- Blokovski — Prototip
- Mononukleozni rodjaci — Priče iz Hibernacije
- Rilem — Awesome EP
- Frimen, Mak & AxA — Mongoloidi, Hemoroidi i Asteroidi
- WMD — Pisma bola
- P.V.O. — 027 (mixtape)
- DJ Rokam — Super Dynamite Soul vol.1
- Prti Bee Gee — Grejtest Hits (Remastered)
- Palimpsest — Pozdrav sa letovanja
- CoA — Trenutno viđenje
- Prti Bee Gee — Remiksi
- Black Ring Crew — Nemoj neko da je pisn'o
- Sinovatz — Kučkin sin
- Majki P & Rajk — Repcept
- Shoshim — Shoshimstorija EP
- Lejzi Reps — Sej ma nejm
- I.R.S — Definicija grada
- Prti Bee Gee — Bez šečera
- Bosko — Čovek
- South Side — Uvek isti, zauvek svoj
- J Cook — Kodeks 2011
- PeXo&Shuki — Ulice Provincije
- Skubi — Baos
- Belleti — Novi Projekat EP
- Bcrew — Naša Posla
- Blaya DUB Playa — Zlatan Zub
- Blaya DUB Playa — Neka bude Pinki

### 2012.
- — “One Shot Mixtape”
- — Na Licu Mesta
- Struka — Noći bugija (Mixtape)
- — Sam biraš kako živiš
- — Glas Generacije (EP)
- Ziplok — Sve ili ništa
- Doox — Iskusno (EP)
- Rezon — Reppustinja Vol.1
- Mlađi Referent — Sirovo (EP)
- — Krš i drača
- — Rac Music (EP)
- Mikri Maus & Bvana iz Lagune — 50e mić, nije loše nego povoljno
- Buđenje Mikrofona (Mixtape)
- — Sick touch era
- Doox & Fury Boss — Nasa muzika
- — Apetiti mi rastu
- Bvana — Kolko para tolko repa
- — Sve moje strane
- — Belo Muzik 2
- — Oću ovakav bit (Mixtape)
- — Ćelija 44
- Blokovski — Ništa naročito (EP)
- Lirik 39 — Umetnik
- — Brzinski u formi
- Kum Majk(Sick Touch) — Demo i kolabo stvari (2007—2012)
- Blokovski — Ništa naročito
- — Grashopp Vol.1
- Rezon — Z.I.P.P.A. (EP)
- — Inkognito
- — Čovek Od Reči

### 2013.
- Ajzi — Jaci od smrti
- Bad Copy — Krigle
- Žuti — Ko druka
- Skubi — Sinee
- Delfagor — Svetionik
- Struka — Ovde (EP)
- Sivilo — Tamna strana sreće
- Arafat — Papir, cvet, makaze (Mixtape)
- Bassivity — Ulice 2 (Mixtape)
- Furio Đunta — Lucidan potez
- Cantwait — Lak na obaraču (EP)
- Mateo & Professah — Skretanje za Oz
- Solow — Audio cirkus
- LTDFM — Zvuk udara u čelo (Mixtape)
- Bvanaman — Velkam tu džigi taun (EP)
- Voke — Dogovor
- Bekrija aka bas velik — Bik u bioskopu
- Derac — NO MERCY NO LIMIT! vol.3
- Bvana iz Lagune — Bvanomator 5000+ (EP)
- Focus — 2003
- Dejša — Kada Sanjam E.P.
- MacMaRoKi — Glas Betona
- MacMaRoKi — Dnevnik

### 2014.
- Day Who — Dobar (3)
- Deniro — Los momak
- Furio Djunta i Rajk — Instant harizma
- Bassivity — Sveza krv vol.1
- Bvandžija — Dvojezicna ploča (EP)
- THCF — THCF je više od repa
- Iskaz — Tanatos
- Dj silent — Rokamo mikrofone vol 1 (Mixtape)
- Dj Prema — Cold Rockin’ (Mixtape)
- Delfagor — Koliko dara toliko muzike (EP)
- Brut — Ostrvo bez okeana
- Deda — Gde je deda?! (Mixtape)
- Tremendum — Put i kraj
- Sale RDZ — Pare i dim (EP)
- Security — Bože pravde
- KBC — Harmonija nebuloza
- Cobran i Mlata — Firmirana beda
- Fox — Trap Guru Trap Boss
- Rimski — Moj put (Mixtape)
- Racim — Novac (EP)
- Mr.Rabbit — Noćna Luka Brodova (Lampshade Media)[1]
- Coa(DNK) — Tmural mixtape
- Jera — Zi mi ti
- Belgarda — Pocetna formacija
- Kurtoazija — Iz svemira
- Radnom — Radnominacija (EP)
- Triumph — Toxic uderground
- Sinovatz — Fankcija
- Sef Sale — Zivot u stihu
- Gudfelaz — Lose navike
- Marčelo — Napet Show
- Kendi — Van dometa
- Djare — abvgdDj
- Pattos Keppos — OCB il' nec'se'ebe (EP)
- Hartman — Beton 2
- Fox x Unik — Pink Panter (EP)

### 2015.
- Mikri Maus — Mikrijev zabavnik
- Čorba — Po istinitom dogadjaju
- El prezidente — Budi ladan
- Doox — Unstoppable mixtape 07/14
- Marko CYA — Sve, sad i odma
- JBK — Pod punom erekcijom
- FTP — Ilimunati
- Juice — Hiphopium 3
- Smoke Mardeljano — Znas me znam te
- Djare — Klavir i papiri (EP)
- Ajs Nigrutin — Akupunktura govneta
- Sivilo — Ljeto kada su me krunisali
- Fox & Sajfer — Hladna noć (EP)
- 3K — Posle gonga
- Corona — Gethoven
- Mejsi — Niko (EP)
- Grashoper — Freestyler (EP)
- Doox — Prepoznaj me Mixtape 08/13
- Mija — Beton
- Mimi Mercedez — Našminkam se i pravim haos
- Struka i Reksona — Totalna kontrola
- Rimski — Hustle grad (EP)
- Deniro i Hartmann — Tako zvuce velikani
- Virone — Posle 1
- Mlata — Psycho Boogie
- Arafat — Zakuni se
- Jovica Dobrica — Pisaj po sirotinji (EP)
- Bigru i Paja Kratak — Nije Peka Indijanac

### 2016.
- Struka — Poslednji mohikanac (EP)
- Hartman — Liga šampiona
- Bvana iz Lagune — Čelično mudo
- Prti Bee Gee — Petarda
- Čorba — Tamo daleko (EP)
- Zift — Tetanus
- Mejsi — Mejsizam
- Fox — Turneja
- NND — Cemone ciku
- Skubi — Torimas
- Kurtoazija — TU
- Mr.Rabbit — Postmoderna Komedija (Lampshade Media)[2]
- D.N.K. — Nista vise
- Gudroslav — Gudroslavija
- Hartmann — Otpisani
- Sale tru — NBG funk era
- Dada — Ni na nebu ni na zemlji
- Doox — Zategni rukave

### 2017.
- SKIZ — Vratiće se rođe
- B Crew — Institucija
- Day Who — Ventil
- D.N.K. — Led i bol (Mixtape)
- Lekr Blessa — Božija volja
- Paname 75 — Bando
- Sale R.D.Z — Nešto fino
- Furio Djunta — Vreme nicega
- Zuti vs Mlata 2 — Zlo ne spava
- Djexon — Traume 2
- Infamous — Beleske
- Igla — Ego
- Who See — Pamidore
- ZIFT — Tetanus vol.2
- Psihoaktiv trip — Razlika
- Juice — Od blata do zlata
- Smoke Mardeljano — Ja repujem
- HIP HOP MREŽA — Muzej
- Škabo i Žobla — Kalaši i Nive
- Kendi i Koolade — Papirni avioni
- KIMMV — Ispod radara
- KEI — Minut
- Tommy Gang — Vegas (EP)
- NND — #REPERI_ADIO
- Focus — Glas Razuma

### 2018.
- Surreal — Sam u kući
- I.N.D.I.G.O. — season 1
- Kojot — Ceo život tu
- Mili i Surreal — Malo jači gas (EP)
- Klika — Pizza Gang Vol. 1[3]
- 90 Naz — Mali mi je ovaj grob
- Seven — Dilerium
- Efelpi — New age
- Bigru i Paja Kratak — Rep kaki volem
- Pablo Kenedi — Krzno i suze (EP)
- Kila33 — Dupla trojka
- Retroad — Traptape
- Mikri i Bvana — Ko me to tamo peva
- Riga Dri — Pandora
- R i Logika — Trepologika
- Kruševac geto — Snežana

### 2019.
- Elon — Nikad satisfied
- Klinac — U noći
- R — Ko je R?
- Pablo Kenedi — Trap je mrtav
- Škabo i DJ Silent — Odmetnik je odsutan
- KIMMV i Yungkulovski — Gemini project
- Numero — Srećno
- MajkiMajk — No Dicking
- Struka — Opet se obrće 2 (EP)
- Zift — Tetanus 3
- britni — LSD
- Klikk32 — Heroinčuga
- Brane Slimara — Turgeven
- Mladi Kris — Numb (EP)
- Day Who — The Rap
- I.N.D.I.G.O. — I.N.D.I.G.O. Season 2
- Vejvi Vlu, Sprajt — VejviSprajt (EP)
- Dante — Neptun
- Bekfleš — Braća
- Vaske — Nibiru
- Focus — Nonšalantno
- Shommytto x Ksoa — Nekad Vrh Nekad Dno
- Meta x Sky Wikluh — Treći svetski rat
- Naopak — Vinyl grad
- Masta - Fragmenti
- Povlo - Povlo 2019

### 2022.
- Krooger — Sudjeno Mi Je

- Smoke Mardeljano i Ajs Nigrutin – Kad goveda utihnu
- ФТП! – 20

### 2024.
- Srka — Ofanziva (LP)

## Spoljašnje veze
- Serbian underground: Diskografija